# Multan
Multan (pendżabski/saraiki/urdu: مُلتان) – miasto w środkowej części Pakistanu, w prowincji Pendżab, w dolinie rzeki Ćenab. Stolica dystryktu Multan.
W mieście rozwinął się przemysł bawełniany, wełniarski, chemiczny oraz spożywczy